# Antonino Mirone
Antonino Mirone (Catania, 30 ottobre 1941) è un politico e avvocato italiano.

## Biografia
Consigliere comunale di Catania dal 1983 con la lista civica cattolica "Movimento popolare" , è riconfermato nel giugno 1985 con la DC e in luglio è eletto sindaco di Catania restandolo fino al maggio 1986. 
È docente associato di "Istituzioni di diritto privato" alla Facoltà di scienze politiche dell'università di Catania quando nel marzo 1994 è eletto deputato alla Camera per il Patto Segni nel proporzionale, nella circoscrizione Sicilia orientale e si iscrive al gruppo misto.
Nel febbraio 1995 passa al gruppo de  I Democratici, di cui diviene vicecapogruppo. Candidato nella Lista Dini-Rinnovamento Italiano alle elezioni del 1996, sempre al proporzionale, non è rieletto. 
Viene nominato, nel governo Prodi I, Sottosegretario di Stato alla giustizia, con delega alle libere professioni, restando in carica dal maggio 1996 al ottobre 1998.
Fino al febbraio 2000 è presidente della "Commissione per l'elaborazione di uno schema di legge delega per la riforma del diritto societario" del ministero della giustizia. In seguito torna all'avvocatura.